# Flemming Rasmussen
Flemming Rasmussen (* 1. ledna 1958 Kodaň) je dánský hudební producent, zvukový inženýr, vlastník a zakladatel bývalého nahrávacího studia Sweet Silence Studios. Pracoval s mnoha odlišnými žánry, ale nejznámější je pro práci s heavy metalem.

## Kariéra
Rasmussen začal svou kariéru jako asistent v Rosenberg Studios. V roce 1976 Freddy Hansson z Rosenberg Studios spolu s Rasmussenem a Stigem Kreutzfeldtem založili Sweet Silence Studios. V roce 1981 se Rasmussen stal zvukovým inženýrem a téhož roku nahrával album Difficult to Cure britské skupiny Rainbow.
Jeho práce zaujala Metalliku, která s Rasmussenem nahrála album Ride the Lightning (1984); spolupráce pokračovala na Master of Puppets (1986) a …And Justice for All (1988). Dále produkoval alba pro Morbid Angel: Covenant, Blind Guardian: Imaginations from the Other Side, The Forgotten Tales, Nightfall in Middle-Earth, Artillery: By Inheritance, Ensiferum: Iron, Evile: Enter the Grave.
V roce 1989 vyhrál Cenu Grammy s písní „One“ (...And Justice for All).